# آبتسو-نی
آبتسو-نی (阿仏尼، حدود ۱۲۲۲–۱۲۸۳؛ پسوند «-نی» به معنای «راهبه» است) شاعر و راهبه ژاپنی بود. او به عنوان ندیمه پرنسس کونیکو، که بعدها با نام امپراتریس آنکامون-این شناخته شد، خدمت می‌کرد. حدود سال ۱۲۵۰، او با فوجیوارا نو تامِیِه، شاعر هم‌عصر خود، ازدواج کرد و از او دو فرزند داشت. پس از مرگ تامِیِه در سال ۱۲۷۵، او راهبه شد. اختلاف بر سر ارثیه پسرش باعث شد که او در سال‌های ۱۲۷۷ یا ۱۲۷۹ از کیوتو به کاماکورا سفر کند تا به نمایندگی از پسرش درخواست خود را مطرح کند. شرح این سفر، که در قالب شعرها و نامه‌ها نوشته شده، در کتابی به نام خاطرات ماه محو یا یادداشت‌های ماه شانزدهم منتشر شد که شناخته‌شده‌ترین اثر اوست.

## زندگی‌نامه
نام اصلی و والدین آبتسو-نی نامشخص است. او در سنین پایین توسط تایرا نو نوریشیگه، فرماندار اسمی استان سادو، به فرزندی پذیرفته شد. به عنوان دختر او، آبتسو-نی در دربار پرنسس کونیکو، که بعدها امپراتریس آنکامون-این نام گرفت، خدمت کرد. در این دوران، او با نام‌های آنکامون-این نو شیجو و آنکامون-این اِه‌مون نو سوکه شناخته می‌شد. در طول اقامت در دربار، او سه فرزند از والدینی ناشناس به دنیا آورد: دو پسر به نام‌های آجاری و ری‌شی، و یک دختر به نام کی نایشی. هر دو پسر او به جرگه روحانیون بودایی پیوستند و کی نایشی به عنوان ندیمه یکی از همسران امپراتور کامه‌یاما خدمت کرد. از نامه‌های بعدی گردآوری شده او، مشخص می‌شود که او دو خواهر، یکی بزرگ‌تر و یکی کوچک‌تر، نیز داشته است.

## ازدواج و اختلاف بر سر ارثیه
حدود سال ۱۲۵۰، آبتسو-نی با فوجیوارا نو تامِیِه ازدواج کرد، که احتمالاً هنگام کار روی نسخه‌ای سفارشی از داستان گِنجی با او آشنا شده بود. آن‌ها دو پسر به نام‌های تامِسوکه (متولد ۱۲۶۳) و تامِنوری (متولد ۱۲۶۵) داشتند. تامِسوکه بعدها نام خانوادگی «رِیزِئی» را برگزید و خاندان رِیزِئی، که شاعران بزرگی از آن برخاستند، را بنیان نهاد. پس از مرگ تامِیِه در سال ۱۲۷۵، آبتسو-نی موهایش را تراشید و نام‌های راهبانه آبتسو و هوکورین-زِنی را برای خود انتخاب کرد.
پیش از ازدواج با آبتسو-نی و داشتن فرزند با او، تامِیِه بخش عمده‌ای از املاک خود را به پسر بزرگ‌ترش از رابطه‌ای دیگر، تامِئوجی، واگذار کرده بود. اما پیش از مرگ، تامِیِه دو سند صادر کرد که در آن‌ها تلاش کرده بود بخشی از املاک، یعنی ملک هوسوکاوا در استان هاریما، را از تامِئوجی به پسر بزرگ‌ترش با آبتسو-نی، تامِسوکه، منتقل کند. پس از مرگ تامِیِه، تامِئوجی از انتقال ملک هوسوکاوا به تامِسوکه خودداری کرد و نزاع حقوقی طولانی‌ای آغاز شد.
آبتسو-نی به نمایندگی از پسرش، هم به دربار امپراتوری و هم به شوگون‌سالاری کاماکورا شکایت کرد. او شخصاً در سال ۱۲۷۹ به کاماکورا سفر کرد تا دربارهٔ این اختلاف با شوگون‌سالاری صحبت کند. او تامِئوجی را به «رفتار ناشایست نسبت به پدر» متهم کرد و از امتناع او برای پذیرش تغییرات وصیت‌نامه تامِیِه انتقاد کرد. تصمیم‌گیری دربارهٔ این پرونده به دلیل درگیری شوگون‌سالاری با حملات مغول‌ها به ژاپن در سال‌های ۱۲۷۴ و ۱۲۸۱ به تأخیر افتاد، و آبتسو-نی در سال ۱۲۸۳، در حالی که هنوز منتظر حکم بود، در کاماکورا درگذشت. در نهایت، دولت در سال ۱۲۸۶ به نفع تامِئوجی رأی داد.

## آثار
چهل‌وهشت شعر از آبتسو-نی در مجموعه‌های اشعار امپراتوری ژاپن به چاپ رسیده است. اولین حضور او در شوکوکوکین واکاشو، مجموعه‌ای است که توسط همسرش گردآوری شده بود. پنجاه‌ونه شعر دیگر او نیز در مجموعه‌ای خصوصی به نام فوبوکوشو یافت می‌شود.
ایزایویی نیکی (خاطرات ماه محو)، شناخته‌شده‌ترین اثر او، شرح سفرش به کاماکورا برای دفاع از حقوق تامِسوکه است و بیشتر شامل شعرها و نامه‌های او از این دوره است. این کتاب از سال ۱۶۵۹ در دسترس عموم قرار گرفت و از آن زمان تاکنون محبوبیت خود را حفظ کرده و در بسیاری از مجموعه‌های ادبیات ژاپنی گنجانده شده و مورد توجه پژوهشگران قرار گرفته است.
همچنین به‌طور کلی پذیرفته شده است که آبتسو-نی نویسنده اوتاتانه نو کی (یادداشت‌های یک چُرت) است، که به شرح یک رابطه عاشقانه ناموفق در سال ۱۲۳۸ می‌پردازد. دیگر آثار او شامل یورو نو تسورو (درناهای شب)، رساله‌ای دربارهٔ شعر که برای پسرش تامِسوکه نوشته شده، و نیوا نو اوشیه (دستورهای باغ)، نامه‌ای به دخترش، می‌شود.